# Tonga ai Giochi della XXIII Olimpiade
Tonga ha gareggiato ai Giochi olimpici per la prima volta alle olimpiadi estive 1984 ad Los Angeles, Stati Uniti.

## Pugilato
| Atleta       | Evento                    | 16-esimi             | Ottavi               | Quarti               | Semifinali           | Finale               |
| Atleta       | Evento                    | Avversario Risultato | Avversario Risultato | Avversario Risultato | Avversario Risultato | Avversario Risultato |
| ------------ | ------------------------- | -------------------- | -------------------- | -------------------- | -------------------- | -------------------- |
| William Pulu | Pesi super massimi +91 kg | Salihu V 22-13       | Wells P KO-1         | Non avanzò           | Non avanzò           | Non avanzò           |